# Dominique Marechal

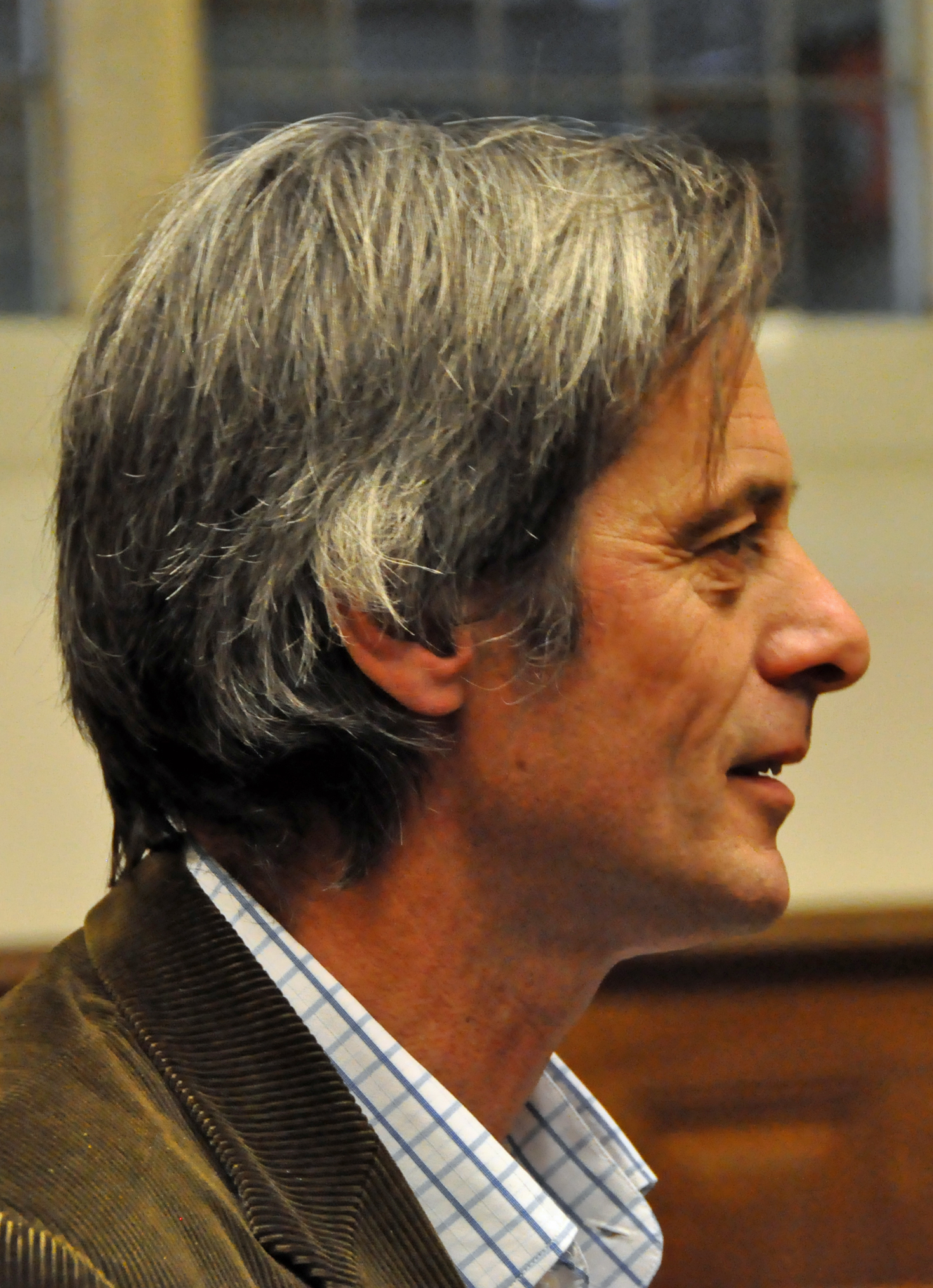
Dominique Marechal

Dominique Marechal (Brugge, 22 september 1957) is een Belgisch museumconservator en kunsthistoricus.

## Levensloop
Marechal begon zijn loopbaan als wetenschappelijk medewerker bij de Brugse stedelijke musea (1981-1983 en 1986-1998) en bij het Brugse stadsarchief (1984-1985). Hij was adjunct-conservator en waarnemend conservator van het Groeningemuseum in Brugge en is sinds 1 september 1999 verbonden aan de Koninklijke Musea voor Schone Kunsten van België te Brussel. Hij is er conservator van de schilderijen van de 19de eeuw.
Hij was Commissaris van of verleende zijn medewerking aan diverse tentoonstellingen als o.a. 'De Brugse ambachten van de schoenmakers, timmerlieden en schrijnwerkers' (1985), 'Frank Brangwyn' (1987), 'Brugge en de Edelsmeedkunst' (1993), 'Hans Memling' (1994), 'Brugge en de Renaissance, Van Memling tot Pourbus' (1998), 'Fernand Khnopff' (2004), 'Romantiek in België' (2005), 'Alfred Stevens' (2009).
Hij publiceerde over de Belgische schilderkunst van de 19de eeuw in het algemeen en over Brugse kunst, voornamelijk over het neoclassicisme, in het bijzonder.
Dominique Marechal is bestuurslid sedert 1993 van het Genootschap voor Geschiedenis te Brugge en was redactiesecretaris (1996-1999) en medewerker aan de jaarlijkse boekenschouw van de Handelingen van het Genootschap.
Dominique Marechal was zoon van Joseph Marechal (1911-1993), rijksarchivaris, en van Jeannine de Dekker (1923-1999). Hij is getrouwd met Donatienne Vanderghote en ze hebben vier kinderen.

## Publicaties

### Boeken
- Collectie Frank Brangwyn, tentoonstellingscatalogus (Catalogue Frank Brangwyn Collection), Brugge, 1987 (tweetalig Nederlands-Engels).
- Meesterwerken van de Brugse Edelsmeedkunst, tentoonstellingscatalogus, Brugge, 1993 (eveneens in het Frans)(m.m.v. F. Van Molle en A. Vandewalle).
- Memlings faam en fictie: catalogus van sectie 14 van de Memlingtentoonstelling, Brugge, 1994.
- Kunst- en cultuurgids Brugge (samen met Marc Ryckaert & Jan Esther), Turnhout, 1997.
- Kunst in de bank: een keuze van Rubens tot Magritte (samen met Arnout Balis en Piet Coessens), Paleis voor Schone Kunsten Brussel, Brussel, 1997.
- Fernand Khnopff (1858-1921) (samen met Frederik Leen e. a.), Brussel, 2003.
- Museum voor Moderne Kunst: een keuze (samen met Frederik Leen), Kon. Musea voor Schone Kunsten van België Brussel, Brussel, 2001.
- (samensteller) De romantiek in België: tussen werkelijkheid, herinnering en verlangen, Tielt, 2005.
- Der Kuss der Sphinx: Symbolismus in Belgien (samen met Michel Draguet en Sabine Plakolm-Forsthuber), Ostfildern, 2007.
- (samensteller) De Romantiek in België. Tussen werkelijkheid, herinnering en verlangen, tentoonstellingscatalogus, Brussel KMSKB/ Tielt Lannoo, 2005 (eveneens in het Frans).
- (samensteller) Alfred Stevens Brussel 1823 – Parijs 1906, tentoonstellingscatalogus, Brussel KMSKB / Amsterdam van Goghmuseum / Mercatorfonds, 2009, 208 blz. (eveneens in het Frans en het Engels).
- (samen met Jean-Philippe Huys) Gustave Courbet en België. Realisme, van “levende kunst” tot “vrije kunst”, [De Cahiers van de Koninklijke Musea voor Schone Kunsten van België, 13], tentoonstellingscatalogus, 2013, 192 pp.

### Artikels
- Artikels in diverse Brugse, Brusselse, Oostenrijkse, Amerikaanse of Japanse catalogi, alle Jaarboeken van de Stedelijke Musea te Brugge (1983-2000), Nationaal Biografisch Woordenboek, Allgemeines Künstlerlexikon der Bildenden Künstler aller Zeiten und Völker, Museumbulletin van de Stedelijke Musea te Brugge enz.
- Vier schilderijen uit het koor van de Sint-Donaaskerk te Brugge, in: Sint-Donaas en de voormalige kathedraal, dl.2, Brugge, 1988, p. 93-117.
- Théodore Fourmois (1814-1871) pionier van het negentiende-eeuwse pleinairisme in België, in: Jaarboek 1987-1988 Stedelijke Musea Brugge, 1989, p. 205-216.
- Brugge en de Europese schilderkunst van maniërisme tot symbolisme, in: V. Vermeersch (red.), Brugge en Europa, Antwerpen-Mercatorfonds, 1992, p. 358-383 (eveneens in het Frans, het Duits en het Engels verschenen).
- Jean Bernard Duvivier (1762-1837), een Brugse neoclassicistische fijnschilder en tekenaar te Parijs, in: Jaarboek 1995-1996 Stedelijke Musea Brugge, 1997, p. 216-237 (volledige Franse vertaling p. 337-347).
- Van neoclassicistische bucoliek tot Gentse grootindustrie. Enkele schilderijen door de "Bruggelingen" Suvée, Joseph-François Ducq en François Kinsoen (1776-1822), in: 200 Jaar verzamelen. Collectieboek Museum voor Schone Kunsten Gent, Gent - Amsterdam, 2000, p. 114-117, p. 268, 270, 273.
- Vergeten verleden in het Brugse Groeningemuseum. Sporen van de kunstenaars Bernard Bauwens, Rochus Serneels, Philippe Van Houtte en Henri Julien De Stoop. 18de – 19de eeuw, in: Handelingen van het Genootschap voor Geschiedenis. Huldenummer Jacques Mertens, 143 / 1-2 (2006), p. 146-163.
- Les peintres belges dans les ateliers parisiens (fin du XVIIIe siècle - début du XIXe siècle), in : Les artistes étrangers à Paris de la fin du Moyen âge aux années 1920, Actes des journées d’études organisées par le Centre André Chastel à Paris, 15-16 décembre 2005, Bern, … – Peter Lang, 2007, p. 137-15, 274-276.
- Joseph-Benoît Suvée en zijn Brugse leerlingen, in: tentoonstellingscatalogus, Brugge-Parijs-Rome. Joseph Benoît Suvée en het neoclassicisme, Brugge – Groeningemuseum, 19 oktober 2007 - 6 januari 2008 / Enschede, Rijksmuseum Twenthe, 2 februari – 5 mei 2008, p. 31-47 (eveneens in het Frans verschenen).
- De nachten van Joseph B. Suvée (Brugge 1743 - Rome 1807). De Heilige Familie en andere nocturnes, in: Handelingen van het Genootschap voor Geschiedenis te Brugge. Huldenummer Luc Devliegher, 144/2 ( 2007), p.247-264.
- Frank Brangwyn et l’Art Nouveau, in: Bulletin 1 / 2010 - Siegfried Bing & la Belgique / België, Bruxelles, MRBAB/KMSKB, 2010, p. 38-55.
- De portretten van Juan Lopez Gallo, zijn echtgenote Catharina Pardo en hun kinderen door Pieter Pourbus (1561-68). Onbekende documentaire foto’s van hun eind 19de-eeuwse toestand, in : Handelingen van het Genootschap voor Geschiedenis te Brugge, (149 / 2), 2012 pp. 233-237, ill.
- Belgium and the Netherlands through the Eyes of Courbet, in: Jeffery Howe (dir.), ‘Courbet: Mapping Realism. Paintings from the Royal Museums of Fine Arts of Belgium and American Collections’, tentoonstellingscatalogus, Chestnut Hill (MA), McMullen Museum of Art, Boston College [University of Chicago Press], 2013, p.29-37, ill.
- Jean-Bernard Duvivier, bibliofiel. Over Karel van Hulthem, de avonturen van Robinson Crusoe en de dood van Marat, in: Hommage Robert Hoozee. Museum voor Schone Kunsten Gent 1982-2012, Gent, 2014, p.98-99, ill.
- Heilige kweekgrond voor een laatbloeiende beeldhouwer. Constantin Meunier als religieus schilder (1854-1870), in Francisca Vandepitte (dir.), Constantin Meunier (1831-1905), tentoonstellingscatalogus Brussel, Koninklijke Musea voor Schone Kunsten van België, 20 september 2014 – 11 januari 2015, p. 53-73, ill
- Van de woestijn naar de salon: De samoen als casestudy, in: Portaels en de roep van de Oriënt 1841-1847 [De Cahiers van de Koninklijke Musea voor Schone Kunsten van België, 17], tentoonstellingscatalogus, 2015, p.128-133, ill.
- Jean-Bernard Duvivier (Bruges 1762 – Paris 1837), l’artiste et les livres. Charles Van Hulthem, des Métamorphoses d’Ovide à l’Assassinat de Marat, in : In Monte Artium. Journal of the Royal Library of Belgium, 8/ 2015, Turnhout- Brepols, 2015, p. 77-100, ill.
- And the clouds stagnate. On the water's face. Bruges as a Crossroads of European Symbolism, in: Jeffery Howe (ed.), Nature’s mirror. Reality and Symbol in Belgian Landscape, exhibition catalogue, Boston, McMullen Museum of Art, Boston College , 2017, p. 81-94, ill (The University of Chicago Press).
- Suvée le flamand, in: Sophie Join-Lambert en Anne Leclair (dir.), Joseph-Benoît Suvée 1743 - 1807, Un artiste entre Bruges, Rome et Paris, Parijs, éd Arthéna, 2017, p. 13-19, ill.
- John Steinmetz (1795-1883) : un généreux donateur pour la ville de Bruges (i.s.m. Sophie Join-Lambert), in: Sophie Join-Lambert en Anne Leclair (dir.), Joseph-Benoît Suvée 1743 - 1807, Un artiste entre Bruges, Rome et Paris, Parijs, éd Arthéna, 2017, p. 384-385, ill.
- "Halverwege te Parijs". Tekeningen naar oude meesters als tussenstadium tussen kunstwerk en reproductie ter illustratie van museumcatalogi, in: Anna Cecilia Koldeweij en Jos Koldeweij (red.), De verbeelder verbeeld(t), Boekillustatie en beeldende kunst (Huldeboek Saskia de Bodt), Nijmegen-Vantilt, 2017, p. 131-136, ill.
- De kunstenaarsateliers van Antoine Wiertz en van Constantin Meunier, “satellietmusea” van de Koninklijke Musea voor Schone Kunsten van België (i.s.m.Francisca Vandepitte), in: Erfgoed Brussel, april 2018 / nr 026-027, [Dossier Kunstenaarsateliers], 106-115, ill.
- « Madame de Brayer » identified : Gustave Courbet and his Brussels Portraits, 1856- 1858, in: The Burlington Magazine, vol. 161 (# 1398, September 2019), pp. 732-736, ill.

- Bibliothèque nationale de France: cb12169582k (data)
- International Standard Name Identifier: 0000 0001 1686 2279
- Library of Congress Control Number: n88025018
- Nationale Bibliotheek van Letland: 000213701
- Nationale Bibliotheek van Tsjechië: jo2017950762
- Nationale bibliotheek van Australië: 35411920
- Nationale Bibliotheek van Israël: 987007318139805171
- Nederlandse Thesaurus van Auteursnamen: 072345705
- Réseau des bibliothèques de Suisse occidentale: 02-A003560862
- Système universitaire de documentation: 03023686X
- Virtual International Authority File: 92350623
- WorldCat: E39PBJdcxcwVBthMfbtCd3BgKd